# サラ・ベネット
サラ・ベネット（Sara Bennett）は、イギリスの視覚効果アーティストである。『ハリー・ポッターと秘密の部屋』（2002年）、『ハリー・ポッターとアズカバンの囚人』（2004年）、『ハリー・ポッターと炎のゴブレット』（2005年）、『ドクター・フー』（2005年）、『魔術師 MERLIN』（2008年）、『Jonathan Strange & Mr Norrell』（2009年）、『Skellig』（2009年）、『オデッセイ』（2015年）、『エクス・マキナ』（2015年）などにクレジットされている。
2016年、ベネットは『エクス・マキナ』によりマーク・ウィリアムズ・アーディングトン、ポール・ノリス、アンドリュー・ホワイトハーストと共同でアカデミー視覚効果賞を獲得した。アカデミー視覚効果賞を女性が受賞するのはベネットが史上2人目である。